# Cars 3: Evolution
Cars 3: Evolution (Originaltitel: Cars 3) ist ein US-amerikanischer Computeranimationsfilm von Brian Fee. Der Film ist ein Nachfolger von Cars (2006) und Cars 2 (2011), gehört somit zum Cars-Franchise und kam am 28. September 2017 in die deutschen Kinos. Die Deutsche Film- und Medienbewertung FBW in Wiesbaden verlieh dem Film das Prädikat wertvoll.

## Handlung
Lightning McQueen ist mittlerweile eine Rennlegende und ein alter Hase im Renngeschäft. Als jedoch eine neue Generation von Rennwagen, allen voran der Newcomer Jackson Storm, droht, ihn und seine Freunde von der Rennstrecke zu vertreiben, setzt er sich zum Ziel, den Piston Cup zu gewinnen. Beim letzten Rennen der Saison versucht Lightning Jackson einzuholen, verunfallt dabei allerdings. Vier Monate später befindet er sich in seiner Heimatstadt Radiator Springs. Dort erinnert er sich an den Unfall seines verstorbenen Mentors Doc Hudson. Seine Freundin Sally und die anderen können ihn überzeugen, es nochmal zu probieren, und er setzt seine Rennkarriere fort. Er erfährt, dass sein Team Rust-eze an Sterling verkauft wurde. Renntrainerin Cruz Ramirez soll ihm nun dabei helfen, den Piston Cup zu gewinnen. Dafür trainiert McQueen in einem Rennsimulator, gerät jedoch in Schwierigkeiten und zerstört den Simulator.
Daraufhin gerät er mit dem Inhaber des Rennstalls, Sterling, in einen Streit, da dieser ihn überreden will, seine Rennkarriere zu beenden und sich stattdessen der Werbung für Rust-eze zu widmen. Lightning lehnt das jedoch ab und sie vereinbaren, dass Lightning im ersten Rennen der nächsten Piston-Cup-Saison antreten wird: Sollte er nicht gewinnen, würde er zurücktreten, und sollte er gewinnen, könne er selbst über den Zeitpunkt seines Rücktritts entscheiden. Statt seine Höchstgeschwindigkeit zu verbessern, ist Lightning damit beschäftigt, Cruz zu helfen. So nimmt er mit ihr an einem Demolition Derby teil, wo er mit Schlamm bedeckt wird, damit ihn die Zuschauer nicht erkennen. Cruz gewinnt überraschend den Wettkampf, während Lightning von einer Wasserwelle getroffen wird, woraufhin ihn die Zuschauer erkennen. Er ist sauer, weil er mehr Zeit verschwendet hat und zerbricht Cruz‘ Trophäe, was in einem Streit zwischen ihm und Cruz endet.
Es stellt sich jedoch heraus, dass Cruz selbst auch einmal den Traum hatte, Rennen zu fahren. Lightning bittet Hook um Hilfe. Dieser rät ihm, Smokey – Docs ehemaligen Mentor – aufzusuchen. Lightning nimmt Cruz mit und reist mit ihr nach Docs Heimat Thomasville, Georgia. Dort lernen sie Smokey und alte Freunde von Doc kennen. Sie erfahren, dass sich Doc seit seinem Unfall 1954 aus seiner Rennkarriere zurückzog, aber glücklich war, McQueen zu trainieren. Daraufhin üben sie Methoden, die ihnen zum Sieg gegen Jackson Storm helfen sollen. Während eines Trainingsrennens erinnert sich McQueen an den Unfall seines Mentors und verliert gegen Cruz. Er bedankt sich bei Smokey für seine Hilfe und geht nach Florida.
Im alles entscheidenden Rennen startet Lightning von ganz hinten. Seine gesamte Crew verfolgt die Aufholjagd, auch Cruz feuert ihn an. Diese wird jedoch von Sterling ermahnt, sich um ihren Zeitplan zu kümmern und zu ihrem nächsten Job zu fahren. Daraufhin verlässt Cruz das Florida 500. Lightning bekommt die gesamte Unterhaltung über Boxenfunk mit und erinnert sich an Cruz’ großen Traum, Rennfahrerin zu werden. Im nächsten Moment passiert ein Unfall auf der Strecke, woraufhin Lightning an die Box fährt und Cruz, welche von Smokey wieder ins Stadion zurückgeholt wurde, dazu ermuntert, für ihn das Rennen zu Ende zu fahren. Cruz wirkt beim Rennstart zunächst unsicher, kann sich aber mithilfe der Tipps von Smokey und Lightning wieder vorarbeiten und kämpft in den letzten Runden gegen Jackson Storm um den Sieg. Storm versucht, Cruz in der letzten Runde gegen die Wand zu drängen, doch diese kann sich befreien und gewinnt das Rennen. Da Lightning und Cruz unter derselben Startnummer fuhren, gilt der Sieg für beide.
Im Anschluss tritt Cruz dem Dinoco Racing Team bei, wo sie nun von Lightning trainiert wird.

## Synchronisation
Die Synchronisation fand bei der FFS Film- & Fernseh-Synchron GmbH in München nach einem Dialogbuch von Tobias Neumann und unter der Dialogregie von Benedikt Rabanus statt.
| Rolle                                       | Originalsprecher/in   | Deutsche/r Sprecher/in   | Automodell                                     |
| ------------------------------------------- | --------------------- | ------------------------ | ---------------------------------------------- |
| Lightning McQueen                           | Owen Wilson           | Manou Lubowski           | NASCAR-Rennwagen (für den Film gemacht)        |
| Cruz Ramirez                                | Cristela Alonzo       | Maja Maneiro             | (für den Film gemacht)                         |
| Smokey                                      | Chris Cooper          | Hans-Jürgen Wolf         | 1946 Hudson Pickup                             |
| Sterling                                    | Nathan Fillion        | Peter Flechtner          | 1966 BMW 2000 CS                               |
| Hook (im Original: Mater)                   | Larry the Cable Guy   | Gerhard Jilka            | 1955 Chevrolet Task-Force 3800 (Pickup)        |
| Jackson Storm                               | Armie Hammer          | Benedikt Weber           | NASCAR-Rennwagen (für den Film gemacht)        |
| Klang (im Original: Dusty)                  | Ray Magliozzi         | Hans Hohlbein            | 1964 Dodge A100                                |
| Luigi                                       | Tony Shalhoub         | Rick Kavanian            | 1960 Fiat Nuova 500                            |
| Sally                                       | Bonnie Hunt           | Bettina Zimmermann       | 2002er Porsche 911 Carrera [996]               |
| Miss Fritter                                | Lea DeLaria           | Martina Treger           | 1967 International Harvester Loadstar          |
| Shary Schlau (im Original: Natalie Certain) | Kerry Washington      | Shary Reeves             | Tesla Model S                                  |
| Heiko Water (im Original: Bob Cutlass)      | Bob Costas            | Uwe Büschken             | 1999 Oldsmobile Aurora                         |
| Louise Nash                                 | Margo Martindale      | Sonja Deutsch            | 1949 Nash Ambassador                           |
| Chris Dinner (im Original: Darrell Cartrip) | Darrell Waltrip       | Olaf Reichmann           | 1977 Chevrolet Monte Carlo                     |
| River Scott                                 | Isiah Whitlock junior | Engelbert von Nordhausen | 1933 Willys Coupe                              |
| Chick Hicks                                 | Bob Peterson          | Christian Tramitz        | 1986 Buick Regal Coupe                         |
| Guido                                       | Guido Quaroni         | Giovanni Baldini         | 1955 VESPA Gabelstapler                        |
| Kling (im Original: Rusty)                  | Tom Magliozzi         | Oliver Kalkofe           | 1963 Dodge Dart                                |
| Mack                                        | John Ratzenberger     | Hartmut Neugebauer       | 1980 Mack Superliner                           |
| Cal Weathers                                | Kyle Petty            | Gregor Seberg            | (für den Film gemacht)                         |
| Sebastian (im Original: Hamilton)           | Lewis Hamilton        | Sebastian Vettel         |                                                |
| Bully (im Original: Fillmore)               | Lloyd Sherr           | Helmfried von Lüttichau  | 1960 VW T1                                     |
| Junior Moon                                 | Junior Johnson        | Freimut Götsch           | 1940 Ford V8                                   |
| Ray Reverham                                | Ray Evernham          | Frank Schaff             |                                                |
| Doc Hudson                                  | Paul Newman           | Friedhelm Ptok           | 1951 „Fabulous“ Hudson Hornet                  |
| Ramone                                      | Cheech Marin          | Gudo Hoegel              | 1959 Chevrolet Impala Lowrider                 |
| Tex Dinoco                                  | Humpy Wheeler         | Erich Ludwig             | 1976 Cadillac DeVille Coupe                    |
| Lizzie                                      | Katherine Helmond     | Eva-Maria Lahl           | 1923 Ford Modell T                             |
| Sarge                                       | Paul Dooley           | Ekkehardt Belle          | 1942 Willys MB                                 |
| Flo                                         | Jenifer Lewis         | Sandra Schwittau         | 1957 Motorama Show Car (für den Film gemacht)  |
| Shannon Spokes                              | Shannon Spake         | Ilka Teichmüller         |                                                |
| Maddy McGear                                | Madeleine McGraw      | Laurenz Kramer           | Axxelo Microlux (unbekannt)                    |
| Sheriff                                     | Michael Wallis        | Jochen Striebeck         | 1949 Mercury Eight Club Coupe (Polizeiversion) |
| Mike Joyride                                | Mike Joy              | Frank Kirschgens         |                                                |
| Jeff Gorvette                               | Jeff Gordon           | Hubertus von Lerchenfeld | 2005 Chevrolet Corvette C6.R C6                |
| Danny Swervez                               | Daniel Suárez         | Alexander Reckhaus       | (für den Film gemacht)                         |
| Ryan „Inside“ Laney                         | Ryan Blaney           | Dirc Simpson             |                                                |
| Bubba Wheelhouse                            | Bubba Wallace         | Ulrich Blöcher           |                                                |
| Chase Racelott                              | Chase Elliott         | Johann Fohl              |                                                |
| Strip „The King“ Weathers                   | Richard Petty         | Axel Lutter              | #43 Plymouth Superbird                         |
| Sweet Tea                                   | Andra Day             | Katja Schmitz            |                                                |

## Produktion
Brian Fee hatte mit dem Film sein Regiedebüt. Er hatte zuvor bei Cars und Cars 2 als Storyboard Artist gearbeitet.

## Rezeption

### Kritiken
Die 232 eingetragene Kritiker auf der US-amerikanischen Website Rotten Tomatoes gaben dem Film 6,1 von 10 Punkten. 69 % der Kritiker bewerteten den Film positiv. Auf Metacritic erhielt der Film basierend auf 41 Rezensionen 59 Punkte.

### Einspielergebnisse
An seinem Veröffentlichungswochende spielte Cars 3: Evolution 54 Mio. in den USA ein. Das weltweite Einspielergebnis betrug rund 384 Mio. US-Dollar. Somit ist er der am wenigsten erfolgreiche Film der Cars-Trilogie.